# St. Gorgonius (Niedernstöcken)

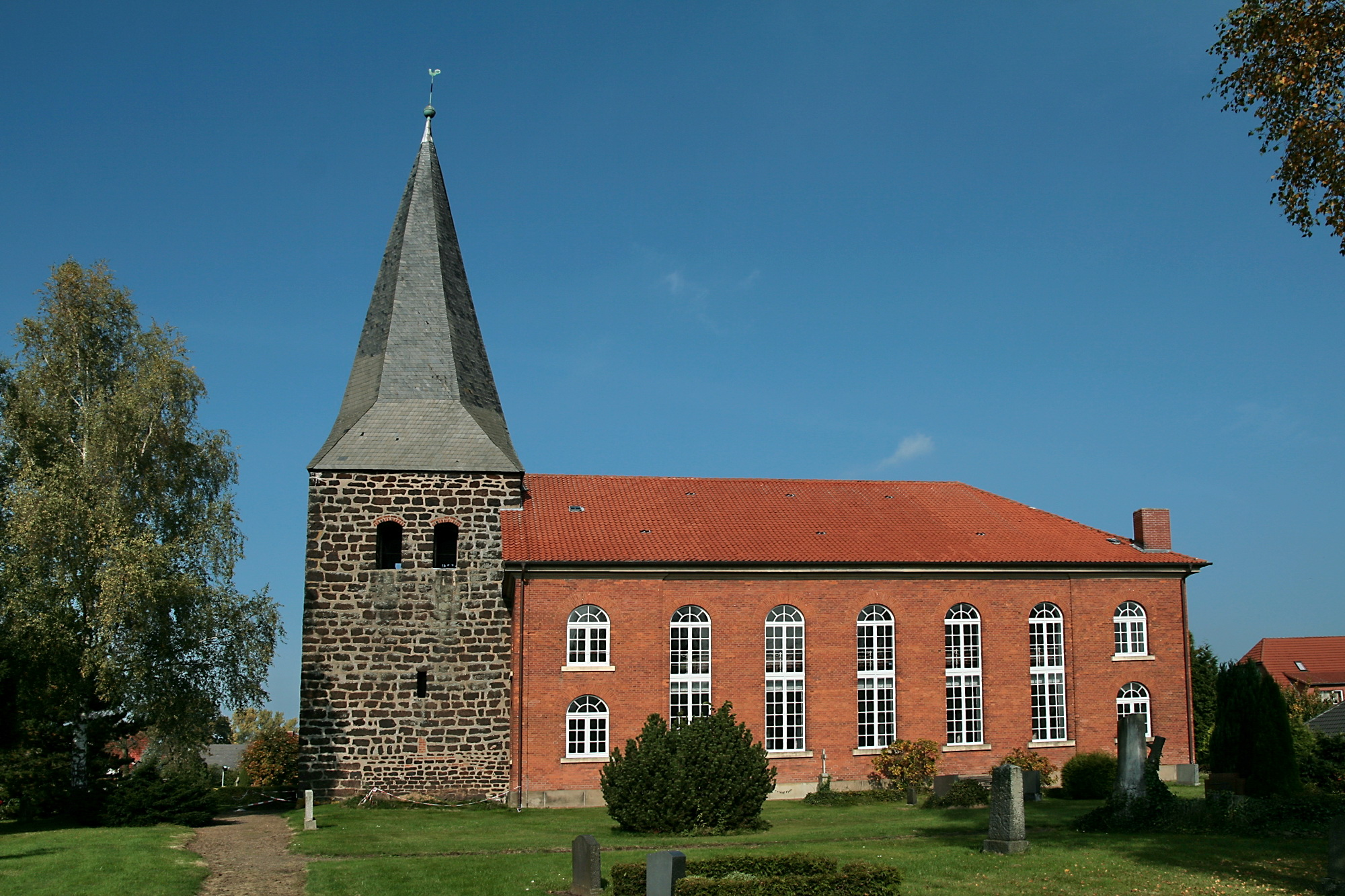
St. Gorgonius

Die evangelisch-lutherische denkmalgeschützte Kirche St. Gorgonius steht in Niedernstöcken, einem Ortsteil von Neustadt am Rübenberge in der Region Hannover von Niedersachsen. Die Kirchengemeinde gehört zum Kirchenkreis Neustadt-Wunstorf im Sprengel Hannover der Evangelisch-lutherischen Landeskirche Hannover.

## Beschreibung
Der älteste Teil der Saalkirche ist der wuchtige spätmittelalterliche Kirchturm im Westen aus Raseneisenstein. Das anschließende Langhaus aus Backstein wurde 1841–43 von Ludwig Hellner errichtet. Das Portal im Osten ist mit einer Ädikula aus Sandstein gerahmt. Dort steht die Jahreszahl 1842. Das Äußere ist geprägt durch große Bogenfenster, die an den Stirnseiten des Baus und an den Längswänden zweigeschossig angeordnet sind. Der Innenraum hat umlaufende hölzerne Emporen, die in eine doppelgeschossige Kolonnade, unten mit dorischen Säulen, oben mit toskanischen Säulen eingegliedert sind. Zur Kirchenausstattung gehört ein schlichter Kanzelaltar mit seitlichen Chorschranken sowie einer nazarenischen Kopie des Leonardo-Abendmahls. Das holzgeschnitzte Taufbecken mit Deckel in Formen des Rokoko schuf Johann Friedrich Ziesenis. Die Orgel mit 20 Registern, verteilt auf zwei Manuale und ein Pedal, wurde 1912 von Furtwängler & Hammer (Opus 731) in dem vorhandenen Gehäuse von 1843 gebaut. 2003 wurde sie von Jörg Bente restauriert. Im Turm läuten drei historische Glocken aus den Jahren 1901, 1701 und 1505.